# Bakbord

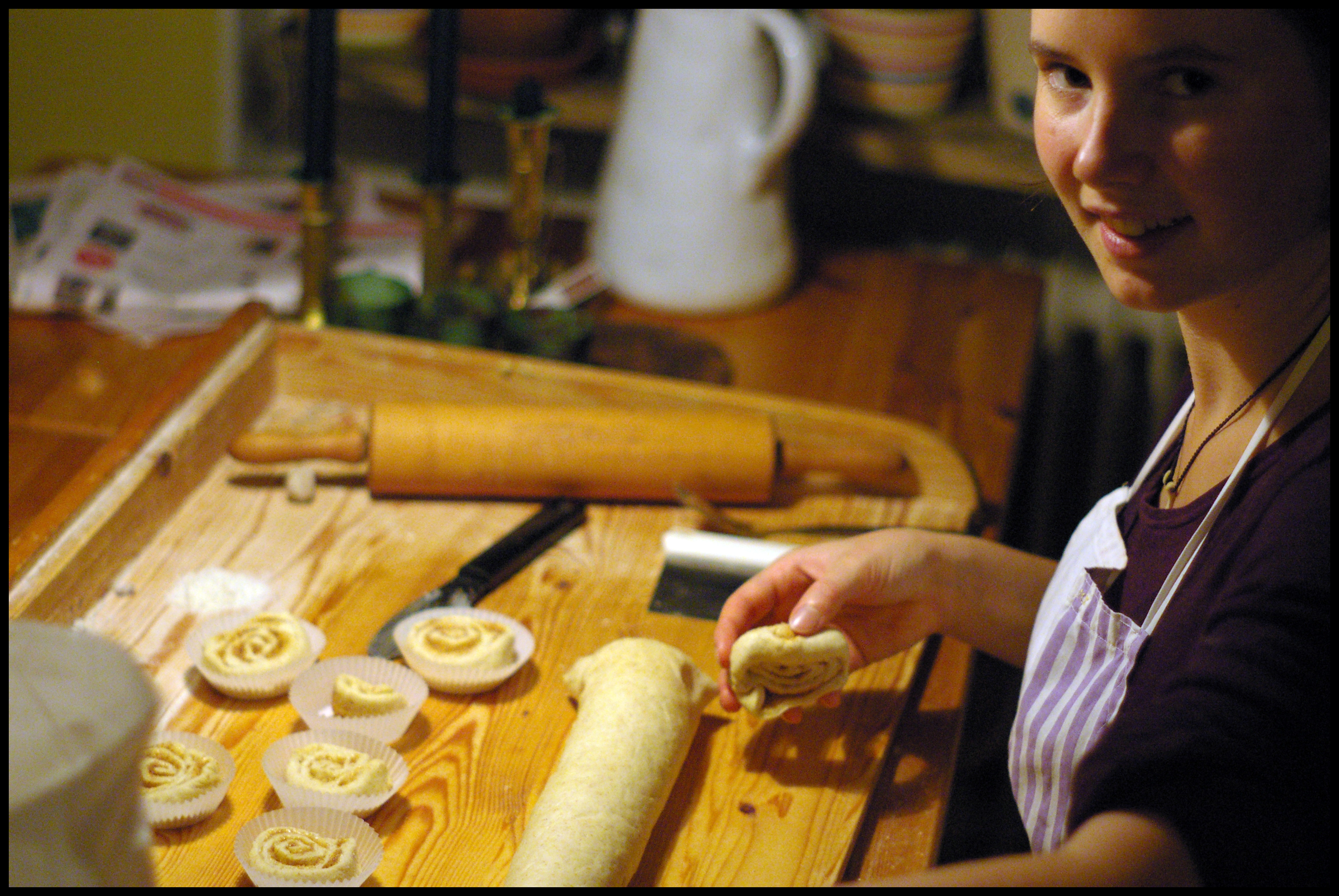
Bakning på bakbord.

Bakbord är ett köksredskap som används som underlägg vid bakning sedan 1800-talet. Bakbordet har inga ben, utan läggs på en köksbänk eller ett matbord vid användning.
Utseendemässigt påminner bakbordet om en gigantisk skärbräda, men brukar ha tre höga kanter som ska förhindra att deg och mjöl lämnar bakbordet. Bakbord är ofta gjorda av trä, men även plast förekommer.
Ordet bakbord är belagt i svenska språket från 1822, dock osäkert om betydelsen var densamma. Bevarade fotografier vittnar om att bakbordets utformning knappt har förändrats sedan 1800-talet. Vanligen fick bakbordet en egen plats i köksinredningen på så sätt att det byggdes in stående bredvid spisen eller i någon av kökshurtsarna och drogs ut vid behov.  Under 1920- och 1930-talen brukade de utdragbara bakborden vara försedda med draghandtag i förnicklat skålformat.